# César Javier Palacios
César Javier Palacios Palomar (Burgos, 1964) es un geógrafo, doctor en Historia del Arte, naturalista y periodista ambiental español. Ha escrito una veintena de libros donde combina ciencia, historia y naturaleza. 

## Trayectoria profesional
Ha sido jefe de sección y redactor jefe de Diario 16 de Burgos, redactor en Diario Claro, Canarias7 y la Agencia EFE, así como director de comunicación en la Fundación Félix Rodríguez de la Fuente y en el Consejo de Administración Forestal español (FSC España).
Escribe habitualmente en el periódico 20 Minutos, donde tiene el blog La Crónica Verde, y en la revista El Asombrario del diario Público. Es también colaborador habitual en Radio Nacional de España, programas El gallo que no cesa y No es un día cualquiera en RNE y De vuelta en Radio5. 
Presenta en La2 la serie El Señor de los Bosques. También es presentador y guionista en Radio Clásica del programa "Músicas a vuelapluma".
Como parte del equipo de investigación de la Estación Biológica de Doñana (EBD-CSIC) ha contribuido al estudio del alimoche canario o guirre (Neophron percnopterus majorensis), una subespecie del alimoche común que describieron como un nuevo taxón en 2002.
Es el autor de uno de los textos propuestos para comentar en el examen de Lengua y Literatura de la Selectividad 2024 en Andalucía. El artículo fue publicado en el periódico 20 Minutos el 31 de octubre de 2023. Fue una de las dos opciones que los estudiantes podían elegir, siendo la otra un poema de Luis Cernuda. 

## Libros publicados

### Naturaleza
- Árboles singulares de Burgos: Historias, leyendas y tradiciones populares (2002). Editorial Berceo. Burgos. ISBN 84-95548-02-X.
- Guía de los árboles singulares de España. (2004). Editorial Blume, S.A. Barcelona. ISBN 84-9801-022-5.
- Memorias de la Tierra. Árboles y arboledas singulares de Canarias (2009). En colaboración con Domingo Trujillo. Gobierno de Canarias. Santa Cruz de Tenerife. ISBN 978-84-89729-00-1.
- Guía de la Naturaleza de Pájara (2015). En colaboración con Stephan Scholz. Ayuntamiento de Pájara. Fuerteventura. ISBN 978-84-606-7569-3.
- A la salud por la miel: La Economía médico-salutífera del Padre Isidoro Saracha (1783). Edición y estudio (2016). En colaboración con Miguel C. Vivancos. Prólogo de Odile Rodríguez de la Fuente. La Trébere. Madrid. ISBN 978-84-945257-1-1.
- La Oliva. 50 experiencias que no te puedes perder. (2017). Ayuntamiento de la Oliva. Fuerteventura.
- Tengo pájaros en la cabeza… y otras preocupaciones. (2017). La Trébere. Madrid.
- Natural Mente. Píldoras de ciencia y conciencia para disfrutar de la naturaleza sin dañarla. (2019). Plaza y Valdés. ISBN 978-84-17121-24-2
- Desierto florido. Guía del Jardín Botánico de Fuerteventura (2020). En colaboración con Stephan Scholz. Museo del campo majorero. Fuerteventura. ISBN 978- 84-09-18313-5.
- De pícnic por España. Más de cien propuestas (2023). En colaboración con Antonio Sandoval. GeoPlaneta. ISBN 978-84-08-27361-5.
- Cata de paisajes por España. Lugares hermosos donde disfrutar de la naturaleza con los cinco sentidos (2024). Anaya Touring. ISBN 978-84-9158-842-9

### Historia y arte
- El Monasterio de San José de Burgos. Historia y Arte (2000). En colaboración con Miguel C. Vivancos. Monasterio Benedictino de San José. Burgos.
- Patrimonio artístico y actividad arquitectónica del monasterio de Santo Domingo de Silos (1512-1835) (2001). Abadía de Silos. Burgos. ISBN 84-931476-9-9.
- La iglesia de San Pedro de Santo Domingo de Silos (2003). En colaboración con Miguel C. Vivancos. Centro de Iniciativas Turísticas de Santo Domingo de Silos y sus aldeas. Burgos. ISBN: 84-607-7248-9.
- Tesoros de Silos. Catálogo artístico del monasterio de Santo Domingo de Silos, siglos XVI al XIX (2005). Abadía de Silos. Burgos. ISBN: 849613525X.

### Etnografía
- Héroes, santos, moros y brujas. Leyendas épicas, históricas y mágicas de la tradición oral de Burgos. Poética, comparatismo y etnotextos (2001). En colaboración con José Manuel Pedrosa y Elías Rubio. Elías Rubio editor. Burgos. ISBN 84-923878-2-3.
- Cuentos burgaleses de tradición oral. Teoría, etnotextos y comparatismo (2002). En colaboración con José Manuel Pedrosa y Elías Rubio. Elías Rubio editor. Burgos. ISBN 84-923878-4-X.
- Creencias y supersticiones populares de la provincia de Burgos. El cielo. La Tierra. El fuego. El agua. Los animales. (2007). En colaboración con José Manuel Pedrosa y Elías Rubio. Elías Rubio editor. Burgos. ISBN 978-84-923878-8-2.

## Premios
- 1984. Primer accésit XVI Premio Holanda para jóvenes científicos e inventores. Philips y Cadena SER.
- 1984. Premio Nacional de Medio Ambiente. FUHEM (Fundación Hogar del Empleado).
- 1985. Premio Francisco Giner de los Ríos a la mejora de la calidad educativa. Ministerio de Cultura.
- 1990. Premio Ecoperiodista. Junta de Castilla y León.
- 2015. Finalista XVI Premios Periodísticos Ecovidrio.
- 2016. Premio BioCultura[6]
- 2017. Primer accésit de la Asociación Española de Abastecimientos de Agua y Saneamiento.
- 2022. Premio ORIVA de Comunicación[7]